# Mecca-Cola
Mecca-Cola er en cola, der produceres af firmaet Mecca Cola World Company
Mecca-Cola markedsføres som et alternativ til amerikanske mærker såsom Coca-Cola og Pepsi.
Mecca-Cola blev introducret i Frankrig i november 2003 af Tawfik Mathlouthi som en måde at støtte palæstinenserne på. Han var blevet inspireret af et lignende iransk produkt, Zam Zam Cola, der allerede var en succes i Saudi-Arabien og Bahrain, og han bestemte sig først for at lancere sit eget mærke, da han ikke klarede at blive distributør for Zam Zam Cola. Mecca-Cola fungerede til gengæld som inspiration for Qibla Cola i Storbritannien. 
Mecca-Cola sælges i hele Mellemøsten samt i visse områder af Europa, Asien og Afrika; den sælges kun i mindre omfang i Nord- og Sydamerika og Oceanien.
Selvom produktet blev lanceret i Frankrig, er firmaet for tiden baseret i Dubai i de Forenede Arabiske Emirater. En del af dets virksomhedsfilosofi er at donere 10% af overskuddet til humanitære projekter i de palæstinensiske områder, og andre 10% til velgørende foreninger, der "arbejder for fred i Verden og især for fred i konflikten mellem palæstinenserne og den fascistiske zionistiske apartheid" (oversat citat fra firmaets website).

## Ekstern henvisning
- Mecca-Cola (på engelsk) Arkiveret 23. november 2007 hos  Wayback Machine